# Steen (Bruxelles)
Pour les articles homonymes, voir Steen.

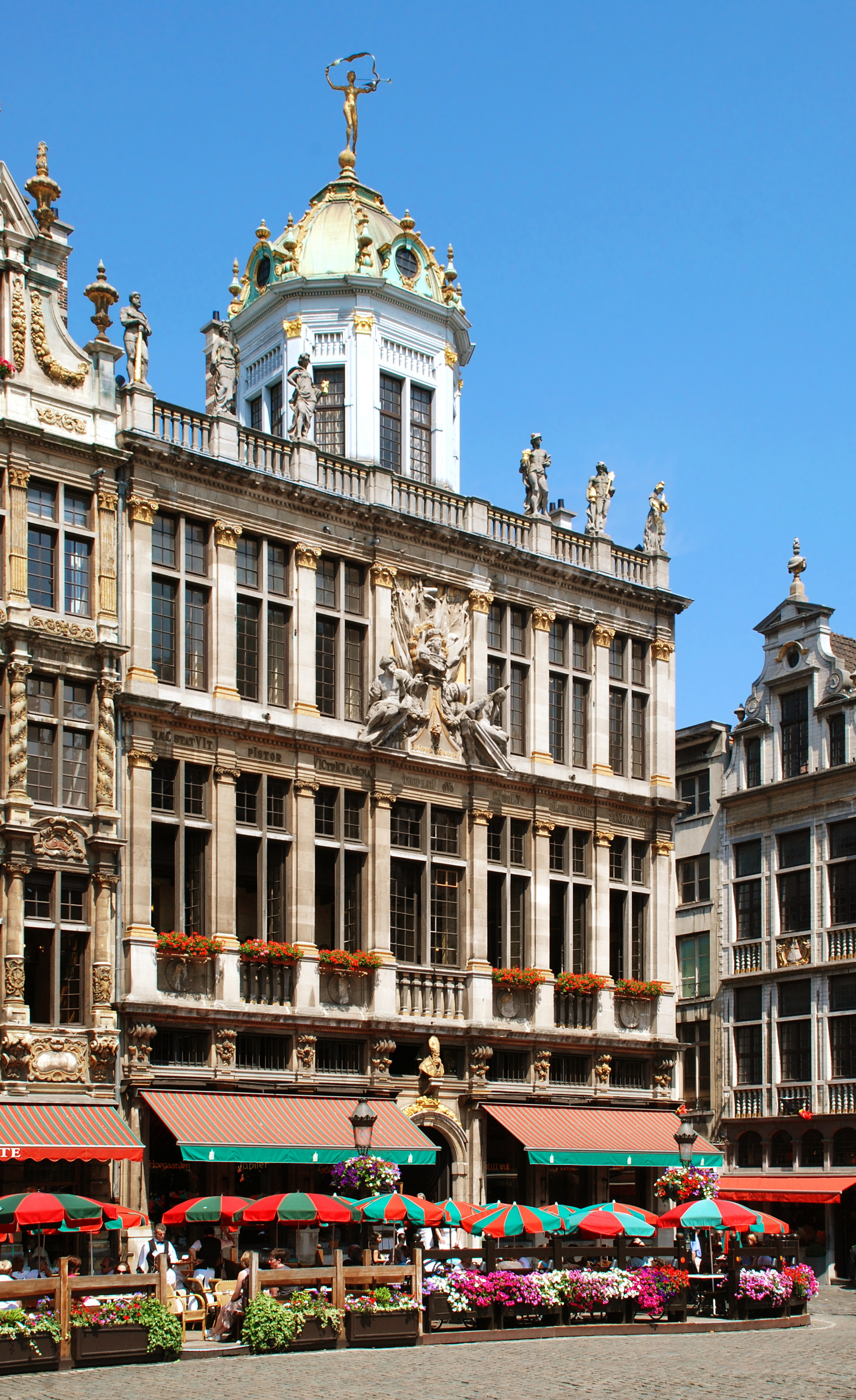
La Maison du Roi d'Espagne, sur la Grand-Place de Bruxelles, qui occupe l'emplacement de l'ancien steen des Serhuyghs.

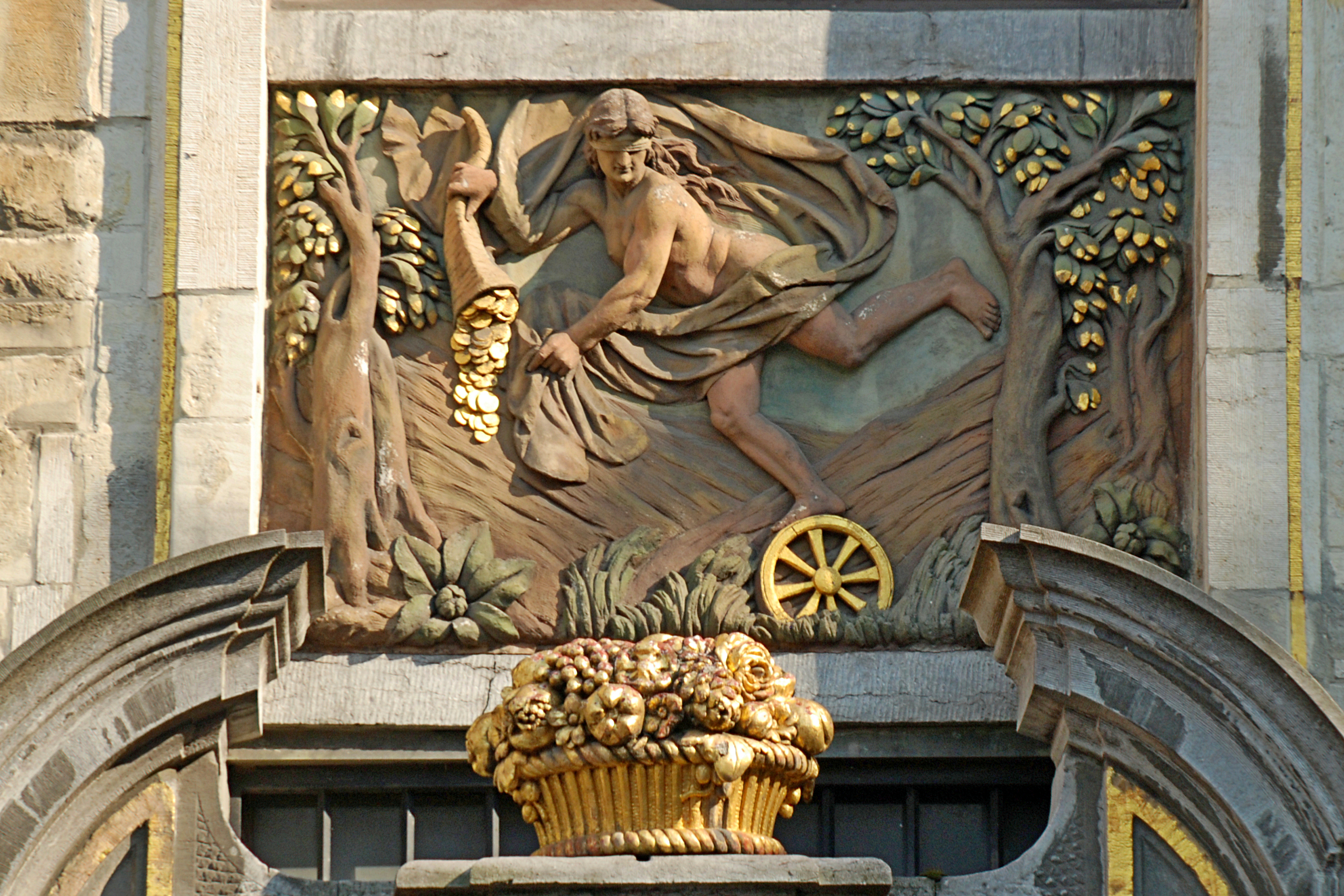
L'enseigne de la Maison de la Fortune, qui occupe l'emplacement de l'ancien « Meynaert-Steen ».

Un « steen » est le nom donné dès le XIXe siècle par les historiens bruxellois pour désigner les imposantes maisons fortifiées bâties en pierre (« steen » en néerlandais) et qui dès le XIIe siècle servaient de demeures aux familles patriciennes des lignages de Bruxelles. C'est ce mot qui est désormais entré dans l'usage en français, malgré le fait qu'au Moyen Âge l'on parlait plutôt de « porte » ou d'« herberg ».
Louis Verniers nous en donne la description suivante : « Ces véritables forteresses privées comportaient généralement un rez-de-chaussée — auquel une seule porte donnait accès —, un ou deux étages éclairés par quelques étroites fenêtres garnies de barreaux de fer, enfin une tour crénelée. De plus, la plupart de ces steenen étaient ceinturés de fossés remplis d'eau. »
Si le mot steen a surtout été employé au XIXe siècle, les documents d'époque en latin appellent ces demeures des « porta », et les actes en néerlandais parlent de « poorte », l'on trouve aussi le terme « herberg » (Mont du Seigneur).
On les appelait poorte (en latin porta), car la partie principale consistait en une puissante tour, munie d'un assommoir, d'une herse, et d'une forte porte cochère, élément qui a donné à cet édifice ce nom de poorte. Un bel exemple de ce type d'habitation bruxelloise, étrangement construit hors les murs, est toujours visible à Haeren-Bruxelles : il s'agit de la poorte de la famille lignagère Madoets. Ce beau modèle de poorte est appelé improprement « castrum de Haeren » alors qu'un castrum désigne une immense forteresse ; il s'agit en fait de la porta de Haeren.
C'est d'après le nom de ce genre de bâtiment que les bourgeois se nomment poorter.

## Quelquessteen
- Le steen des Serhuyghs, à l'emplacement de l'actuelle maison du Roi d'Espagne, sur la grand-place de Bruxelles[2],[3]
- Le steen des Meynaert, à l'emplacement de la maison de la Fortune (maison des Ducs de Brabant) sur la grand-place[4],[5]

- Le steen des Clutinc, au Blindenberg
- Le Cantersteen au croisement de la rue de la Madeleine et de l'actuel boulevard de l'Empereur
- Le steen dit de Meerte
- Le steen dit de Wilden Ever (Le sanglier)
- Le steen dit Payhuys, près de l'église Saint-Nicolas
- Le steen de la rue des Pierres
- Le Plattesteen, actuelle rue Plattesteen
- Le Koekelbergsteen ou la poorte van Coeckelberg
- Le Valkenborg
- Le Machiaen ou Maximiliaenborch
- La poorte van den Galoyse
- La Gouden Poorte
- La Priemspoorte
- La Raempoorte (à Overmolen)
- La porta des t'Serclaes, dit le palais
- La Slozenpoorte (au Sablon)
- La poorte van de Tafelronde
- La poorte van Vianen